# 雅西格奧爾基·阿薩奇技術大學電氣工程、能源和應用信息學院
电气工程、能源和应用信息学院是罗马尼亚雅西格奥尔基·阿萨奇技术大学的一个学术部门，专门从事电气工程方面的学习和研究。

## 历史

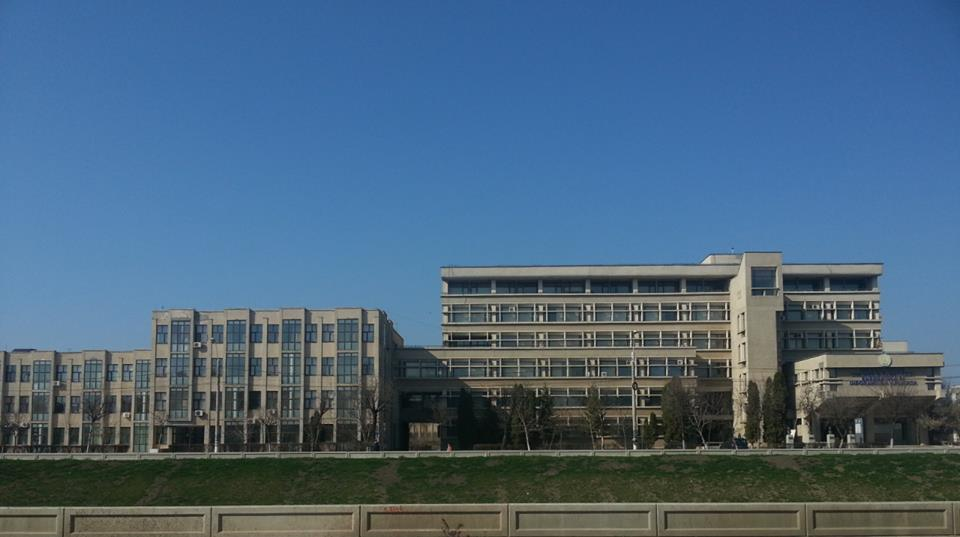
主要建筑物

电气工程学院成立于 1910 年，是罗马尼亚第一所此类学校。学院的第一任院长和创始人是著名的 Dragomir Hurmuzescu 教授。如今，该学院大楼前立有一尊雕像（半身像）。
1938年，该学校改组为电气预科学院，被认定为雅西“Gheorghe Asachi”理工学院的一个学院。
1942 年，学院更名为 "机电学院"，包括两个班级。1948年，学院更名为 "电气工程系"。1948 年，学院更名为 "电气工程系"。
1957年，设立机电工程专业。 1960 年，设立了能源学课程，1995 年又设立了“经济工程”混合课程，该课程融合了电气和经济学课程。最后一次增加的课程是 2003 年的工业编程课。
时至今日，该学院仍是雅西格奥尔基·阿萨奇技术大学的成员。